# A Line in the Sand
A Line in the Sand (dt. Eine Linie im Sand) ist ein Song der US-amerikanischen Rockband Linkin Park. Es ist das letzte Lied auf dem Album The Hunting Party.

## Hintergrund und Komposition
A Line in the Sand wurde von Linkin Park selbst geschrieben und von Mike Shinoda produziert. Aufgenommen wurde es im März 2014. Die Band hat das Intro ursprünglich für das Album A Thousand Suns erstellt, dort hat es aber keinen Platz gefunden und wurde beiseite gelegt, bis die Band das Stück für das neue Album verwenden konnte.
Stilistisch betrachtet, nimmt A Line in the Sand wieder die Nu-Metalelemente der beiden ersten Alben auf. Es beginnt mit einem Intro, welches sehr an A Thousand Suns erinnert, und geht dann mit einem Drum-Part weiter, der in einen harten Nu-Metal-Song übergeht, dessen Höhepunkt mit einem Gitarrensolo erreicht wird.